# Floro (prefetto del pretorio)
Floro (latino: Florus; fl. 380-383) fu un importante funzionario dell'Impero romano.

## Biografia
Fu magister officiorum in Oriente, sotto l'imperatore Teodosio I, tra il 380 e il 381.
Tra il 16 gennaio e il 30 luglio 381 divenne prefetto del pretorio d'Oriente, succedendo a Neoterio; mantenne la carica fino al 383.
Fu probabilmente il padre della Proiecta sposa di Turcio Secondo e proprietaria del cofanetto di Proiecta; fu probabilmente padre anche di Emilio Floro Paterno e fratello di Emilia Paterna Eunomia.